# Премія демократії

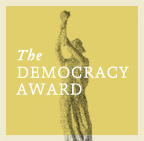
Емблема Премії демократії

Премія демократії (англ. Democracy Award) — нагорода, яку щорічно вручає Національний фонд на підтримку демократії, американська некомерційна організація. Відзнакою нагороджують людей та організації «за сміливу та творчу роботу, яка покращує стан справ з правами людини та демократією у всьому світі». Нагороду вручають у вигляді невеликої копії Богині Демократії, яка була побудована на площі Тяньаньмень у Пекіні, під час студентського руху за свободу та демократію в 1989 році.
Серед відомих реципієнтів нагороди були: лауреат Нобелівської премії миру Лю Сяобо, колишній президент Мексики Вісенте Фокс та журналіст Ветон Сурроі. Ведучими церемонії нагородження були американський сенатор Джон Маккейн, спікер Палати представників США Пол Раян та голова демократичної фракції Ненсі Пелосі.

### Лауреати
| Рік  | Лауреат                                 | Країна         | Примітки |
| ---- | --------------------------------------- | -------------- | --- |
| 2017 | Цинтія Габрієль                         | Малайзія       | Правозахисник та борець з корупцією в Малайзії |
| 2017 | Халіл Парса                             | Афганістан     | Засновник та виконавчий директор Підтримуючої організації Громадянського товариства Афганістану (SOACS) |
| 2017 | Клавдія Ескобар                         | Гватемала      | головний свідок у справі великої корупції, яка свідчить про нелегальне втручання в судову систему Гватемали високопоставленими політичними посадовими особами, включаючи віцепрезидента країни та колишнього президента конгресу |
| 2017 | Рафаель Маркеш                          | Ангола         | Ангольський журналіст та правозахисник, який зосередив увагу на розслідуванні корупції уряду та зловживань в алмазній промисловості.                                                                                             |
| 2017 | Денис Бігус                             | Україна        | і також група професійних журналістів-розслідувачів в Україні. 2013 року Бігус розпочав антикорупційну телевізійну програму «Наші гроші».                                                                                        |
| 2015 | Політичні в'язні Венесуели              | Венесуела      | |
| 2014 | Лю Сяобо                                | КНР            | Президент незалежного китайського ПЕН-центру з 2003 по 2007 роки. Один із засновників Хартії-08 |
| 2014 | Сю Цзийонг                              | КНР            | Співзасновником ініціативи «Відкрита Конституція» в Китаї |
| 2013 | Гулулай Ісмаїл                          | Пакистан       | Правозахисник, який створив Aware Girls у віці 16 років |
| 2013 | Гарольд Чеперо                          | Куба           | Один з авторів проєкту Varela на Кубі, який зібрав понад 25 000 підписів |
| 2013 | Віра Кічанова                           | Росія          | Працювала на незалежну газету «Нова газета», відома своїми розслідуваннями |
| 2013 | Гланіс Чангачірере                      | Зімбабве       | У 2009 році заснував Інститут розвитку молодих жінок |
| 2012 | Хкун Хтун Оо                            | М'янма         | Правозахисники та члени Демократичного руху Бірми |
| 2012 | К'яу Тху                                | М'янма         | Правозахисники та члени Демократичного руху Бірми |
| 2012 | Аунг Дін                                | М'янма         | Правозахисники та члени Демократичного руху Бірми |
| 2012 | Цинтія Маунг                            | М'янма         | Правозахисники та члени Демократичного руху Бірми |
| 2011 | Джамал Беттаїб                          | Туніс          | Активіст, профспілковий діяч |
| 2011 | Захраа Саїд                             | Єгипет         | Сестра Халеда Саїда, єгипетського бізнесмена, якого побила до смерті поліція |
| 2010 | Зелений рух за демократію               | Іран           | Опозиційна правозахисна організація |
| 2009 | Політичні в'язні Куби                   | Куба           | Заочно нагороджено 5 політичних в'язнів |
| 2008 | Лі Байгуань                             | КНР            | Адвокати, правозахисники |
| 2008 | Лі Хепінь                               | КНР            | Адвокати, правозахисники |
| 2008 | Чень Гуанчень                           | КНР            | Правозахисники, ув'язнені, нагороджені заочно |
| 2008 | Чжань Цзяньхун                          | КНР            | Правозахисники, ув'язнені, нагороджені заочно |
| 2008 | Яо Фусінь                               | КНР            | Правозахисники, ув'язнені, нагороджені заочно |
| 2008 | Ху Шігень                               | КНР            | Правозахисники, ув'язнені, нагороджені заочно |
| 2008 | д-р Тен Бяо                             | КНР            | Правозахисник, професор, нагороджений заочно через заборону виїзду з Китаю |
| 2007 | Хішам Кассем                            | Єгипет         | Видавець першої єгипетської незалежної щоденної газети «The Egyptian Today» |
| 2007 | Інститут Пренса і Сосьєдад              | Венесуела      | Громадська організація, що бореться за свободу преси у Венесуелі |
| 2007 | Каві Чонкіттаворн                       | Таїланд        | журналіст, борець за свободу преси у Південно-Східній Азії |
| 2007 | Анна Політковська                       | Росія          | Журналістка, правозахисник. Убита у власній квартирі. Нагороджена посмертно. |
| 2006 | Зайнаб Бангура                          | Сьєрра-Леоне   | Правозахисник |
| 2006 | Іммакулее Бірхахека                     | ДР Конго       | Президент проєкту "Заохочення та підтримка жіночих ініціатив |
| 2006 | Реджинальд Маттаба-Гоув                 | Зімбабве       | Правозахисник |
| 2006 | Альфред Табан                           | Судан          | Видавець єдиної незалежної англомовної газети у Судані — «Khartoum Monitor» |
| 2005 | Сакена Якубі                            | Афганістан     | Засновниця Афганського інституту освіти |
| 2005 | Мохаммад Насіб                          | Афганістан     | Директор Асоціації сприяння розвитку Афганістану |
| 2005 | Сарвар Гуссайні                         | Афганістан     | Голова центру співпраці Афганістану |
| 2004 | Людмила Алексєєва                       | Росія          | Засновниця Московської Гельсінської групи, правозахисниця |
| 2004 | Арсеній Рогінський                      | Росія          | Голова Міжнародного товариства пам'яті |
| 2004 | Олексій Симонов                         | Росія          | Президент Фонду захисту гласності |
| 2004 | Мара Полякова                           | Росія          | Директор незалежної Ради правової експертизи |
| 2003 | Ан Хук                                  | Північна Корея | Північнокорейські біженці, працюють, щоб привернути увагу світової громадськості до прав людини у КНДР |
| 2003 | Канг Чеол-хван                          | Північна Корея | Північнокорейські біженці, працюють, щоб привернути увагу світової громадськості до прав людини у КНДР |
| 2003 | Сун Ок Лі                               | Північна Корея | Північнокорейські біженці, працюють, щоб привернути увагу світової громадськості до прав людини у КНДР |
| 2003 | Бенджамін Юн                            | Південна Корея | Засновник Альянсу захисту прав людини у Північній Кореї |
| 2001 | Вісенте Фокс                            | Мексика        | Президент Мексики. Організував перші за 70 років демократичні вибори в країні |
| 1999 | Група з моніторингу перехідного періоду | Нігерія        | Громадська організація яка спостерігає за виборами у Нігерії |
| 1998 | Вей Дзиньшень                           | КНР            | Громадський діяч, дисидент |
| 1998 | Вань Дан                                | КНР            | Правозахисник, дисидент |